# Пенисини, Джон
Джон Нау Пенисини (англ. John Nau Penisini; 31 мая 1997, Пало-Алто, Калифорния) — профессиональный американский футболист тонганского происхождения, выступал на позиции тэкла защиты. В 2020 и 2021 годах играл в НФЛ в составе клуба «Детройт Лайонс». Студенческую карьеру провёл в составе команд общественного колледжа Сноу и университета Юты.

## Биография
Джон Пенисини родился 31 мая 1997 года в Пало-Алто в тонганской семье. В Калифорнии он жил до восьми лет, затем переехал в Юту. Он окончил старшую школу в городе Уэст-Джордан, затем учился в общественном колледже Сноу. В марте 2016 года Пенисини перевёлся в университет Юты.

### Любительская карьера
Сезон 2016 года Пенисини полностью пропустил по правилам NCAA. В составе университетской команды он дебютировал в 2017 году, сыграв в двенадцати матчах и сделав один сэк. В 2018 году он провёл четырнадцать матчей, по ходу сезона закрепившись на позиции одного из основных тэклов защиты. С 38 захватами он стал вторым среди линейных защиты команды, по итогам турнира его включили в состав второй сборной звёзд конференции Pac-12. В финальном матче турнира конференции Пенисини сделал три захвата и заблокировал один филд-гол. В сезоне 2019 года он сыграл в четырнадцати матчах, сделав 38 захватов и два сэка, и второй раз подряд вошёл во вторую сборную звёзд конференции. Всего за свою студенческую карьеру он провёл 40 матчей, 22 из них в стартовом составе.

#### Статистика выступлений в NCAA
| Сезон | Команда | Игры | Захваты | Захваты | Захваты | Захваты | Захваты | Перехваты | Перехваты | Перехваты | Перехваты | Перехваты | Фамблы | Фамблы | Фамблы | Фамблы |
| Сезон | Команда | Игры | Solo    | Ast     | Tot     | Loss    | Sk      | Int       | Yds       | Y/R       | TD        | PD        | FR     | Yds    | TD     | FF     |
| ----- | ------- | ---- | ------- | ------- | ------- | ------- | ------- | --------- | --------- | --------- | --------- | --------- | ------ | ------ | ------ | ------ |
| 2016  | Юта Ютс | —    | —       | —       | —       | —       | —       | —         | —         | —         | —         | —         | —      | —      | —      | —      |
| 2017  | Юта Ютс | 12   | 1       | 3       | 4       | 1,0     | 1,0     | 0         | 0         | 0,0       | 0         | 0         | 1      | 0      | 0      | 0      |
| 2018  | Юта Ютс | 14   | 19      | 19      | 38      | 7,0     | 2,0     | 0         | 0         | 0,0       | 0         | 1         | 0      | 0      | 0      | 0      |
| 2019  | Юта Ютс | 14   | 9       | 29      | 38      | 7,0     | 2,0     | 0         | 0         | 0,0       | 0         | 1         | 0      | 0      | 0      | 2      |
| Всего | Всего   | 40   | 29      | 51      | 80      | 15,0    | 5,0     | 0         | 0         | 0,0       | 0         | 2         | 1      | 0      | 0      | 2      |

### Профессиональная карьера
Перед драфтом НФЛ 2020 года аналитик сайта Bleacher Report Мэтт Миллер называл Пенисини отличным ноуз-тэклом для схемы защиты 3—4 или для ситуаций, когда сопернику нужно набрать небольшое количество ярдов. К плюсам игрока он относил способность действовать против двойных блоков, хорошие для его амплуа антропометрические данные, работу рук и бёдер. Минусами Миллер называл недостаток быстроты и подвижности, а также неэффективность Пенисини как пас-рашера.
На драфте Пенисини был выбран «Детройтом» в шестом раунде под общим 197 номером. В мае он подписал с клубом четырёхлетний контракт. В дебютном сезоне он сыграл в шестнадцати матчах регулярного чемпионата, двенадцать из них начал в стартовом составе. Он стал одним из лучших новичков «Лайонс» 2020 года и самым эффективным защитником команды при игре против выноса. В межсезонье Пенисини перенёс операцию на плече и в 2021 году выходил на поле реже, уступив позицию основного ноуз-тэкла Алиму Макнилу. В своём втором сезоне он сделал четырнадцать захватов в шестнадцати сыгранных матчах. В июне 2022 года Пенисини объявил о завершении спортивной карьеры.

#### Статистика выступлений в НФЛ

##### Регулярный чемпионат
| Сезон | Команда        | Игры | Захваты | Захваты | Захваты | Захваты | Захваты | Перехваты | Перехваты | Перехваты | Перехваты | Перехваты | Фамблы | Фамблы | Фамблы | Фамблы |
| Сезон | Команда        | Игры | Solo    | Ast     | Tot     | Loss    | Sk      | Int       | Yds       | Y/R       | TD        | PD        | FR     | Yds    | TD     | FF     |
| ----- | -------------- | ---- | ------- | ------- | ------- | ------- | ------- | --------- | --------- | --------- | --------- | --------- | ------ | ------ | ------ | ------ |
| 2020  | Детройт Лайонс | 16   | 19      | 16      | 35      | 4       | 1,0     | 0         | 0         | 0,0       | 0         | 0         | 1      | 0      | 0      | 0      |
| 2021  | Детройт Лайонс | 16   | 4       | 10      | 14      | 0       | 0,0     | 0         | 0         | 0,0       | 0         | 1         | 0      | 0      | 0      | 0      |
| Всего | Всего          | 32   | 23      | 26      | 49      | 4       | 1,0     | 0         | 0         | 0,0       | 0         | 1         | 1      | 0      | 0      | 0      |